# La Méditerranée
Pour les articles homonymes, voir Méditerranée (homonymie).
La Méditerranée est une œuvre du sculpteur français Aristide Maillol. Il s'agit d'une sculpture en bronze. Créée en 1905, il en existe plusieurs versions et copies en pierre et en bronze.

## Description
L'œuvre est une sculpture qui représente une femme nue assise, le genou gauche levé, le coude gauche reposant sur ce genou et la tête posée sur la main gauche. La personne s'appuie sur son bras droit et sa jambe droite est étendue afin de passer sous sa jambe gauche. Elle se repose dans une posture grave et posée.
La sculpture s'appelle La Méditerranée parce qu'elle représente l'essence culturelle de cette mer avec une femme aux formes rondes, puissante et sensuelle à la fois. Maillol a inondé ses œuvres de "méditerranéisme", notamment en présentant des corps aux volumes pleins.
Le lien de parenté esthétique et comportemental est clairement lié à l'œuvre du Penseur de Rodin. 
L'influence de la sculpture classique gréco-latine est évidente, bien que Maillol soit un disciple qui a reçu une partie de sa formation de Paul Gauguin, qui rejetait fortement le type classique de représentation.

## Localisation

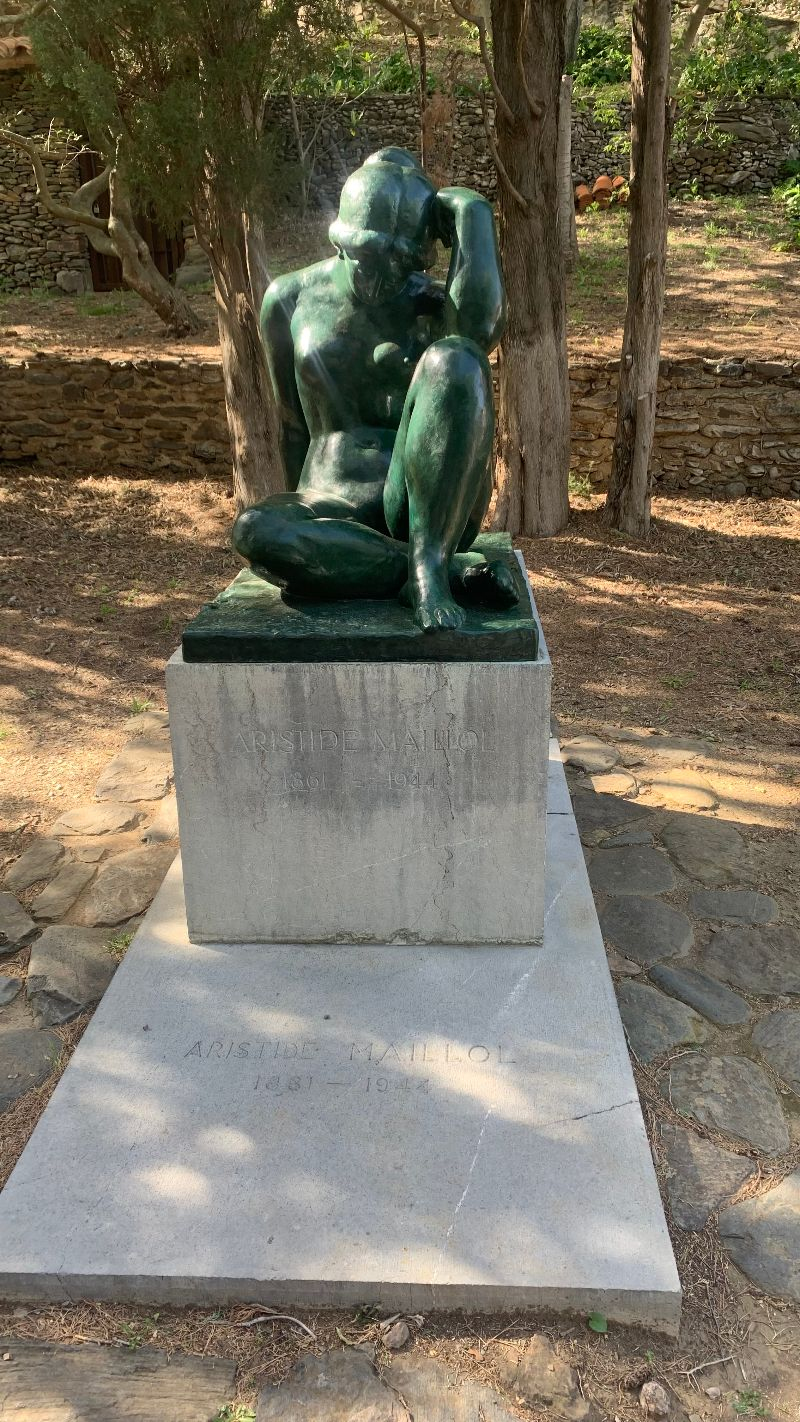
Tombeau d'Aristide Maillol surplombé de La Méditerranée

Une copie en bronze est installée depuis 1964 dans le jardin du Carrousel aux Tuileries, dans le 1er arrondissement de Paris. Elle fait partie d'un ensemble de statues de Maillol exposées en plein air.
Une autre copie est exposée dans le patio de l'Hôtel de ville de Perpignan.
Une copie de la statue est également présente sur le Tombeau d'Aristide Maillol, au Musée Maillol de Banyuls-sur-Mer.

## Historique
Maillol a créé la sculpture La Méditerranée en 1905. À l'origine, l'artiste a appelé l'œuvre "Allégorie de la pensée", en raison de la position de la femme qui est représentée dans une posture qui évoque avant tout l'introspection.
Elle a été exposée en plâtre en 1905 au Salon d'automne de Paris. 

## Artiste
Aristide Maillol (1861-1944) est un sculpteur français.